# Râul Sava, Pârâul Lung
Râul Sava este un curs de apă, afluent al Pârâului Lung. 

## Hărți
- Harta Munții Tarcău  Arhivat în 22 februarie 2010, la Wayback Machine.